# Issoria fervida
Issoria fervida är en fjärilsart som beskrevs av Fritsch 1912. Issoria fervida ingår i släktet Issoria och familjen praktfjärilar. Inga underarter finns listade i Catalogue of Life.